# 卡卡爾男爵阿賈伊·卡卡爾
卡卡爾男爵阿賈伊·庫馬爾·卡卡爾 KG KBE PC（1964年4月28日—），英國外科醫生，是倫敦大學學院的外科學榮休教授。他專注於靜脈血栓栓塞性疾病的預防和治療等多個醫療領域。

## 生平
阿賈伊·卡卡爾在1964年出生於肯特郡達特福德，是血管外科教授維傑·卡卡爾的兒子。他的父親是低分子量肝素治療技術的先鋒，曾獲大英帝國官佐勳章，母親和哥哥亦分別任職麻醉顧問和醫生。
卡卡爾曾就讀於達利奇的艾倫學校，獲倫敦國王學院取錄並在1985年取得理學士學位，主修基礎醫學和藥理學，其後在1988年再於倫敦國王學院取得內外全科醫學士學位（外科獲得優等成績）。他在1998年發表了以《組織因子、凝血酶生成與癌症（Tissue factor, thrombin generation and cancer）》為題的論文，並憑此獲倫敦帝國學院授予博士學位。
他分別在1992年和2011年成為英格蘭皇家外科醫學院院士和愛丁堡皇家內科醫學院院士，同時也是英國醫學科學院院士。
卡卡爾目前是林肯大學校監、1851年博覽會皇家委員會總裁，以及其父親所成立的倫敦血栓研究所（Thrombosis Research Institute）所長，並曾先後擔任國王醫療合作聯盟主席和皇家車路士醫院總監等職務。他同時也為英國貿易投資總署擔任醫療保健和生命科學領域的商業大使，並在2014年共出訪11次以促進英國對外的貿易關係。
2010年3月22日，卡卡爾獲冊封為德文郡洛克斯貝爾的卡卡爾男爵，並在同日就任上議院議員。他是一名中立議員，並曾在2013年至2018年間擔任上議院任命委員會主席。他其後也在2016年至2022年間擔任司法任命委員會主席。
卡卡爾他在2022年元旦授勳名單憑藉其對醫療保健和公共服務的貢獻獲英女王伊莉莎白二世授予大英帝國爵級司令勳章。他在2024年的聖喬治節（4月23日）再獲英王查爾斯三世授予英國最高榮譽之一的嘉德勳章。

## 紋章
|  | 冠冕男爵冠冕 盾紋白色背景，三朵藍色矢車菊之間繪有兩個V形條紋 銘言始終堅持（Pervicax Semper） 勳章嘉德勳章 |